# Yana Kondrashova
Yana Kondrashova –en ruso, Яна Кондрашова– (25 de agosto de 1992) es una deportista rusa que compitió en halterofilia. Ganó una medalla de oro en el Campeonato Europeo de Halterofilia de 2015, en la categoría de 69 kg.

## Palmarés internacional
| Campeonato Europeo | Campeonato Europeo | Campeonato Europeo | Campeonato Europeo |
| Año                | Lugar              | Medalla            | Categoría          |
| ------------------ | ------------------ | ------------------ | ------------------ |
| 2015               | Tiflis (Georgia)   | Medalla de oro     | 69 kg              |